# 다히라주

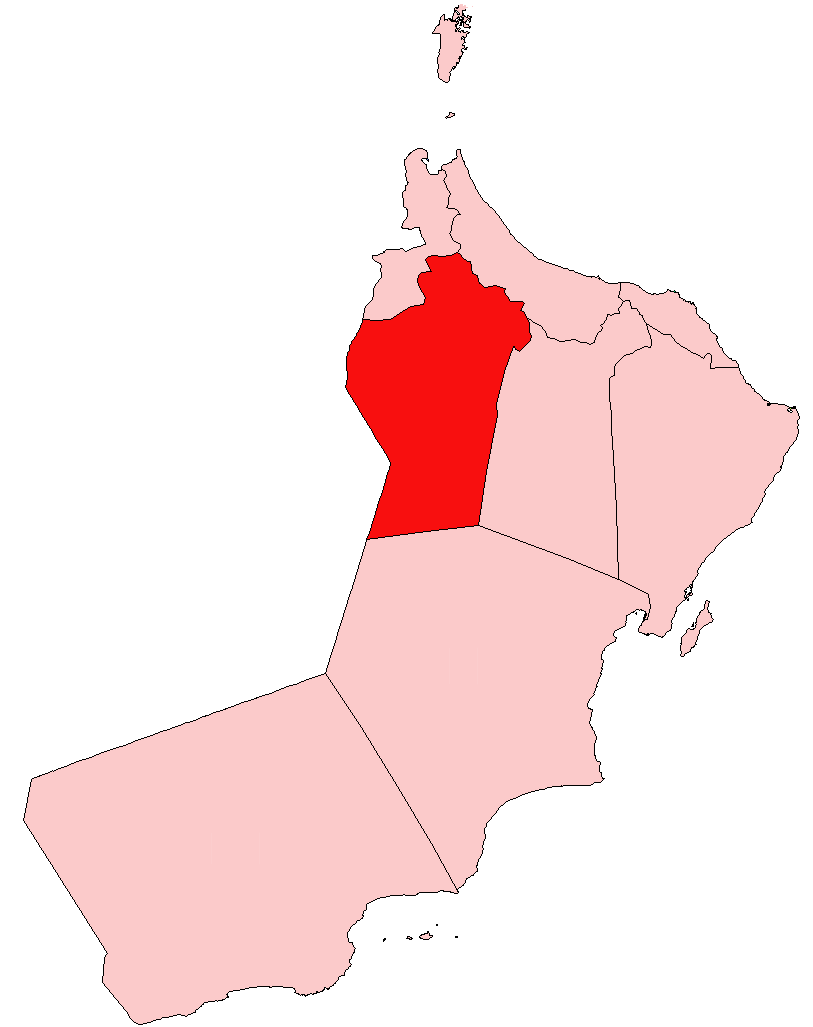
다히라주의 위치

다히라주(아랍어: منطقة الظاهرة)는 오만 북서부에 위치한 주로 주도는 이브리이며 인구는 130,177명(2003년 기준), 면적은 37,000km2이다.
이전까지는 다히라 지방이었지만 2011년 10월 28일에 실시된 행정 구역 개편에 따라 주로 승격되었다. 북서쪽으로는 부라이미주, 북동쪽으로는 북바티나주와 남바티나주, 동쪽으로는 다킬리야주, 남쪽으로는 중부주와 접하며 남서쪽으로는 사우디아라비아, 북서쪽으로는 아랍에미리트와 국경을 접한다. 3개 구를 관할한다.